# Empoascanara stilleri
Empoascanara stilleri är en insektsart som beskrevs av Irena Dworakowska 1978. Empoascanara stilleri ingår i släktet Empoascanara och familjen dvärgstritar. Inga underarter finns listade i Catalogue of Life.